# ويليام داريمبل
ويليام داريمبل (William Dalrymple) هو مؤرخ وكاتب بريطاني ولد في اسكتلندا في 20 مارس 1965 وتخصص في شؤون الهند، الشرق الأوسط، الإسلام والمسيحية الشرقية.

## نشأته وحياته
ولد وليام داريمبل باسم وليام هاملتون داريمبل (William Hamilton-Dalrymple) للبارونيت سير هيو هاملتون داريمبل الذي كان ابن عم الكاتبة المشهورة فرجينيا وولف. اقتنى ويليام داريمبل التعليم في كلية أمبلفورث في يوركشير الشمالية وفي كلية ترينتي في مدينة كامبريدج الإنكليزية، حيث تعلم التاريخ وأصبح باحثا، واليوم هو عضو في الندوة الملكية البريطانية للعلوم الأسياوية (Royal Asiatic Society) والندوة الملكية البريطانية للآداب (Royal Society of Literature). تزوج داريمبل من الفنانة أوليفيا فرايزر ولهم ثلاثة أولاد.

## تأثره واهتماماته
اهتم داريمبل بالهند والعالم الإسلامي وعادات المغول والمسيحية الشرقية. له ستة كتب فازت جميعا بجوائز أدبية مختلفة، أول ثلاث كتب جاءت في سياق ترحاله في منطقة الشرق الأوسط والهند وآسيا الوسطى. تأثر بكتاب عدة منهم روبرت بايرون، إريك نيوبى وبروس شاتوين.
مؤخرا قام داريمبل بنشر عدة مقالات عن جنوب آسيا وقصتان نالوا جوائز عن التفاعل بين الإنجليز والمغول ما بين القرن الثامن عشر ومنتصف القرن التاسع عشر, في القصتين الآخيرتين استشهد وتأثر فيهما بأسلوب سرد التواريخ من السير ستيفن رون سيمان وسيمون تشاما.
مساهم منتظم في مجلة نيو يورك ريفيو أوف بوك وجريدة الغارديان والجريدة الأسبوعية ستاتس مان ومجلة زا نيو يوركر وكتب عدة مقالات لمجلة التايمز ومن بين مقالاته هذه مقال (حقيقة الإسلام) في العدد السنوي للمجلة عام 2004.
يقضى داريمبل معظم أوقاته في مدينة نيودلهي بالهند ولكنه صيفا يكون في مدينة لندن، وهو الآن مرتبط بكتابة أربعة فصول عن تاريخ إمبراطورية المغول

## من كلماته
- «الحقيقة المؤسفة هي أن العالم الإسلامي أصبح اليوم موحدًا ضدنا أكثر من أي وقت مضى منذ العدوان الثلاثي على قناة السويس.»[بحاجة لمصدر]

## وصلات خارجية
1. ↑  Babelio | William Dalrymple (بالفرنسية), QID:Q2877812
2. ↑   https://www.rse.org.uk/fellow/william-dalrymple/. {{استشهاد ويب}}: |url= بحاجة لعنوان (مساعدة) والوسيط |title= غير موجود أو فارغ (من ويكي بيانات) (مساعدة)
3. ↑   https://rsliterature.org/fellows/william-dalrymple/. اطلع عليه بتاريخ 2025-07-06. {{استشهاد ويب}}: |url= بحاجة لعنوان (مساعدة) والوسيط |title= غير موجود أو فارغ (من ويكي بيانات) (مساعدة)